# تنگستن هگزافلوئورید
تنگستن هگزافلوئورید (به انگلیسی: Tungsten hexafluoride) با فرمول شیمیایی WF۶ یک ترکیب شیمیایی است. که جرم مولی آن ۲۹۷٫۸۳ g/mol می‌باشد. شکل ظاهری این ترکیب، گاز بی‌رنگ است.